# سازمان سلسله‌مراتبی
سازمان سلسله‌مراتبی یک ساختار سازمانی است که در آن بجز یک نهاد، هر نهاد دیگر، تابع نهاد دیگری درون سلسله‌مراتب سازمان قرار دارد. در این نوع سازمان معمولاً یک مرکز قدرت فرد/یا گروه در راس قدرت مسلط قرار دارد و به ترتیب سطوح بعدی قدرت در پایین‌تر قرار می‌گیرند. این شکل سازمان، شکل مسلط مرسوم در جوامع، موسسه‌های مذهبی، حکومت‌ها و ابرشرکت‌ها است. اعضای سلسله‌مراتب، عمدتاً با مافوق بلافصل خود تعامل دارند. چنین سازمانی بخشا از آن جهت اهمیت دارد که با کاستن ارتباط‌ها، جریان اطلاعات را محدود می‌کند.

## شکل و نمودار
بهترین شکل تجسم سازمان سلسله‌مراتبی شکل هرم (هندسه) است. رأس هرم مرکز قدرتمندان است که تعدادشان بسیار اندک است. قاعده هرم شامل هزاران نفر از مردم است که در پایین‌ترین سطح سلسله‌مراتب قرار دارند. هرچه به راس نزدیک‌تر شویم قدرت و مزایا بیشتر می‌شود. نمودار چنین سلسله‌مراتبی معمولاً به صورت مثلث، ساختار درختی و چارت سازمانی نمایش داده می‌شود.

## مدل‌های سنتی
بیشتر حکومت‌ها و شرکت‌ها چنین ساختاری دارند. به‌طور سنتی پادشاه اوج حکومت بوده‌است. در بسیاری از کشورها، نظام ارباب‌رعیتی، ارباب‌منشی چنان ساختار اجتماعی را به وجود آورده‌اند که پادشاه در راس آن بوده‌است.
در جوامع مدرن، رئیس کشور می‌تواند رئیس‌جمهور، پادشاهی مشروطه و در برخی از کشورها قدرت حاکم بین نهادهای مختلفی مانند قوه مقننه، مجلس و کنگره تقسیم شده‌است و در بعضی کشورها به جای آن نخست‌وزیر وجود دارد؛ و در حقیقت قدرت مردم تنها به شرکت در انتخابات و رأی دادن محدود شده‌است.

## مطالعات

به تصویر کشیدن اصل پیتر در سلسله‌مراتب

از جمله کسانی که در زمینه توسعه سازمانی نظریه‌پرداز بودند، می‌توان از الیوت ژاک (به انگلیسی: Elliott Jaques) و روبرت میخلز نام برد. قانون آهنین الیگارشی توسط روبرت میخلز ارائه شد و از تمایل شدید و اجتناب‌ناپذیر سازمان‌های سلسله‌مراتبی به گروهه‌سالاری(الیگارشی) سخن گفت.
بنا بر اصل پیتر که توسط لارنس جی. پیتر ارائه شده‌است، ملاک نامزدی یک نفر برای یک موقعیت جدید، نه توانایی‌های وی برای ایفای نقش آتی، بلکه وضعیت وی در نقش فعلی‌اش است. از این‌روی، کارکنان یک بار که ارتقا یافتند، دیگر عملکرد مؤثر از خود نشان نمی‌دهند و مدیران نیز، به بی‌کفایتی تنزل می‌یابند.